# El Salvador ai Giochi della XXXI Olimpiade
El Salvador ha partecipato ai Giochi della XXXI Olimpiade, che si sono svolti a Rio de Janeiro, Brasile, dal 5 al 21 agosto 2016, con una delegazione di nove atleti impegnati in sei discipline. Portabandiera alla cerimonia di apertura è stata la tiratrice Lilian Castro, alla sua prima Olimpiade.
Si è trattato della dodicesima partecipazione di questo paese ai Giochi estivi. Così come nelle precedenti edizioni, non sono state conquistate medaglie.

## Nuoto
| Atleta         | Evento       | Batterie | Batterie   | Semifinali | Semifinali | Finale          | Finale          |
| Atleta         | Evento       | Tempo    | Classifica | Tempo      | Classifica | Tempo           | Classifica      |
| -------------- | ------------ | -------- | ---------- | ---------- | ---------- | --------------- | --------------- |
| Marcelo Acosta | 400 m libero | 3:48"82  | 22ª        | N.D.       | N.D.       | non qualificato | non qualificato |